# Herman Montague Rucker Rupp
Herman Montague Rucker Rupp (27 de dezembro de 1872 – 2 de setembro de 1956) foi um clérigo e botânico australiano, especializado em orquídeas.
Nasceu em Port Fairy, Vitória, filho de um clérigo anglicano alemão e mãe tasmaniana. Foi educado no Geelong Grammar School, onde seu tio John Bracebridge Wilson, o naturalista, era diretor.
Rupp tornou-se deão em 1899 e pastor em 1901. Começou a anotar suas observações botânicas e recolher espécimes em 1892. Em 1924 passou a contentrar-se em orquídeas e doou os cerca de 5000 outros espéciems que tinha em seu poder para a escola de botânica da University of Melbourne. Rupp publicou cerca de 200 artigos ente 1924 e 1954.